# Элмасян, Зари
Заруи Эльмасян (арм. Զարի Էլմասյան;Зари Элмасян, Заруи Элмасян-Вартян, 12 октября 1906, Линн, Массачусетс, США — 6 февраля 1990, Лос-Анджелес) — американская певица армянского происхождения, наиболее известная своей озвучкой в голливудских мюзиклах 1930-х годов, в том числе в «Волшебнике страны Оз».

## Биография
Родилась 12 октября 1906 года в городе Линн, штат Массачусетс, США, в семье армянских эмигрантов. Семья переехала во Фресно (Калифорния), когда родилась её младшая сестра Алиса.
Училась в Государственном колледже Фресно, Университете Южной Калифорнии, Музыкальной школе Истмана и Музыкальной консерватории Новой Англии.

## Творчество
Певческую карьеру начала в 1929 году на радио. С 1930 по 1932 год пела в оперном театре Сан-Франциско. Затем в театре Лос-Анджелеса. Также работала концертирующей певицей и солисткой в церкви в Калифорнии в 1930-х и 1940-х годах.
Элмасян пела вокал в голливудских мюзиклах, однако имени её в титрах чаще всего не было. Её голос звучит в таких мюзиклах, как: «Это прекрасно быть живым» (1933), «Непослушная Мариетта» (1935), «Орхидеи для вас» (1935), «Вот романтика» (1935), «Великий Зигфелд» (1936), «Чарли Чан в опере» (1936), «Мое время» (1937), «Сердце» (1938), «Девушка с Золотого Запада» (1938), «Волшебник страны Оз» (1939) и «Бродвейская серенада» (1939).
Также была музыкальным руководителем хора Армянской Апостольской церкви Святого Якова в Лос-Анджелесе и членом «Dominant Music Club», женского клуба профессиональных музыкантов.
Снялась вместе со своим мужем в музыкальной мелодраме на армянском языке «Ануш» (1945) по произведению Ованеса Туманяна и опере «Ануш» Армена Дикраняна. Они также выпустили пластинку под названием «Армянские песни».
В 1933 году Элмасян попала в заголовки газет, когда её допрашивали об убийстве дантиста Леона Сивера, поклонника её творчества. Сивер был основателем и директором «Артистского фонда», который предоставил Заре стипендию в 1930 году.

## Личная жизнь
В 1942 году вышла замуж за кинорежиссёра Сетрага Вартяна в Лас-Вегасе, штат Невада. Вартян умер в 1986 году. Элмасян умерла в 1990 году в Лос-Анджелесе в возрасте 83 лет, похоронена рядом с мужем на кладбище Инглвуд-Парк.